# Aurora—Oak Ridges—Richmond Hill
Pour les articles homonymes, voir Aurora, Oak Ridges et Richmond Hill (homonymie).
Circonscription électorale fédérale du Canada
Aurora—Oak Ridges—Richmond Hill est une circonscription électorale fédérale en Ontario.

## Circonscription fédérale
Située au nord de Toronto, la circonscription consiste en une partie des villes de Richmond Hill et d'Aurora dans la municipalité régionale de York.
Les circonscriptions limitrophes sont Newmarket—Aurora, Markham—Stouffville, King—Vaughan, Markham—Unionville et Richmond Hill.

### Historique
| Législature | Années        | Député | Député           | Parti        |
| --- | ------------- | ------ | ---------------- | ------------ |
| Aurora—Oak Ridges—Richmond Hill issue d'une partie de Newmarket—Aurora, Richmond Hill et d'Oak Ridges—Markham avant 2015 |               |        |                  |              |
| 42e | 2015–2018     |        | Leona Alleslev   | Libéral      |
| 42e | 2018-2019     |        | Leona Alleslev   | Conservateur |
| 43e | 2019–2021     |        | Leona Alleslev   | Conservateur |
| 44e | 2021–2025     |        | Leah Taylor Roy  | Libéral      |
| 45e | 2025–en cours |        | Costas Menegakis | Conservateur |

## Circonscription provinciale
Depuis les élections provinciales ontariennes du 4 octobre 2007, l'ensemble des circonscriptions provinciales et des circonscriptions fédérales sont identiques.